# Triebel
Triebel es un municipio situado en el distrito de Vogtland, en el estado federado de Sajonia (Alemania), a una altitud de 500 metros. Su población a finales de 2016 era de unos 1240 habitantes y su densidad poblacional, 30 hab/km².